# Cornelis Willem Hoevenaar (1802-1873)
Cornelis Willem Hoevenaar (Utrecht, gedoopt 22 december 1802 – aldaar, 14 juli 1873) was een Nederlandse schilder.

## Leven en werk

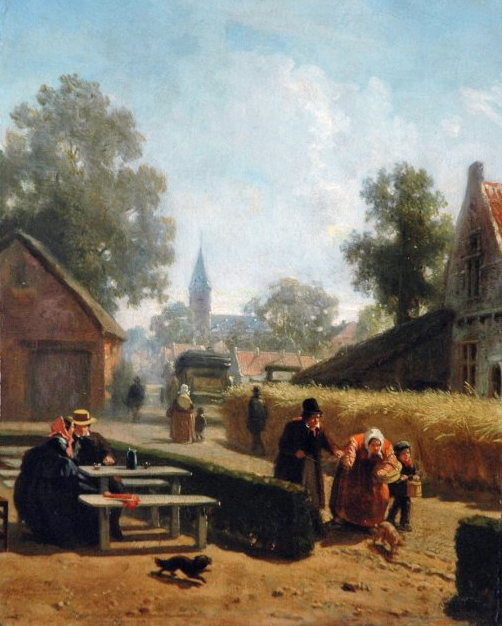
Zomermiddagvermaak in een dorpje door Cornelis Willem Hoevenaar

Hoevenaar werd op 22 december 1802 in Utrecht gedoopt als zoon van de schietschuitschipper Adrianus Hoevenaar jr. en van Maria Josepha le Fevre. Hij behoorde tot een geslacht van schilders en tekenaars. Ook zijn vader Adrianus, zijn grootvader Adrianus, twee van zijn broers Willem Pieter en Nicolaas Ludolph, zijn zoon Cornelis Willem en zijn neef Jozef beoefenden de schilder- en tekenkunst.
Hij werd als schilder opgeleid door Christiaan van Geelen, die ook leermeester van zijn broer Willem Pieter was. Hoevenaar schilderde met name kerkinterieurs, genrestukken en stillevens. Hij woonde en werkte in zijn geboorteplaats Utrecht. Vanaf 1847 was hij lid van de Koninklijke Academie van Beeldende Kunsten te Amsterdam. Zijn zoon Cornelis Willem werd door hem opgeleid tot kunstschilder.
Werk van Hoevenaar is te vinden in de collectie van onder meer het Centraal Museum te Utrecht. Ook in de collectie tekeningen en prenten van het Utrechts Archief zijn diverse van zijn werken te vinden.
Op 8 april 1838 trouwde hij met Elisabetha Weegenaar. Hij overleed in juli 1873 op 70-jarige leeftijd in zijn woonplaats Utrecht.